# دإي أوكادا
دإي أوكادا (باليابانية: 岡田 大) (مواليد 4 يناير 1985)، هو لاعب كرة قدم ياباني سابق كان يلعب كحارس مرمى.

## وصلات خارجية
- دإي أوكادا على موقع رابطة كرة القدم اليابانية للمحترفين (اليابانية)